# Lee Hye-young (attrice 1971)
Lee Hye-young (이혜영?; Incheon, 22 dicembre 1971) è un'attrice sudcoreana.

## Filmografia

### Cinema
- Ggorichineun namja (꼬리치는 남자?), regia di Heo Dong-woo (1995)
- Park dae park (박대박?), regia di Yang Young-chul (1997)
- Ipeu (이프?), regia di Han Deok-jeon (2000)
- Hae-jeok, discowang doeda (해적, 디스코왕 되다?), regia di Kim Dong-won (2002)
- Aejeonggyeolpibi du namjaege michineun yeonghyang (애정결핍이 두 남자에게 미치는 영향?), regia di Kim Sung-hoon (2006)

### Televisione
- Baramui adeul (바람의 아들?) – serial TV (1995)
- Papa (파파?) – serial TV (1996)
- Cheotsarang (첫사랑?) – serial TV (1997)
- Majimak chumeun nawa hamgge (마지막 춤은 나와 함께?) – serial TV (2004-2005)
- Kimchi chiseu seumail (김치 치즈 스마일?) – serial TV (2007-2008)
- Daljaui bom (달자의 봄?) – serial TV (2007)
- Naejo-ui yeo-wang (내조의 여왕?) – serial TV (2009)
- Neongkuljjae gulleoon dangsin (넝쿨째 굴러온 당신?) – serial TV (2012)